# Jens Peter Nünemann
Jens Peter Nünemann (Braunschweig, 8 marzo 1969) è un attore tedesco.

## Biografia
Dopo il diploma di scuola superiore, Jens Nünemann ha svolto servizio militare in marina; tra il 1992 e il 1995 fa frequentato l'istituto di dramma di Monaco di Baviera. Si diploma e inizia la sua carriera: partecipa a serie TV come Il commissario Rex e Squadra Speciale Cobra 11, ma si afferma con la soap opera La strada per la felicità, su ZDF, nel ruolo di Hagen Ritter, il legale della famiglia Van Weyden.
Jens Nünemann vive con sua moglie e sua figlia nella zona di Monaco.

## Filmografia

### Cinema
- Ein Held, regia di Peter Stauch (1997)
- Pas de deux, regia di Matthias Lehmann (1998)
- About a Girl, regia di Mark Monheim (2015)

### Televisione
- Und tschüss! In Amerika, regia di Michael Keusch (1996)
- S.O.S. Barracuda – serie TV, episodio 1x01 (1997)
- Die Feuerengel – serie TV, 13 episodi (1997)
- Traumfrau mit Nebenwirkungen, regia di Thomas Freundner (1999)
- T.E.A.M. Berlin – serie TV, episodi 1x01-1x02 (1998-1999)
- Die Strandclique – serie TV, episodio 1x11 (1999)
- OP ruft Dr. Bruckner - Die besten Ärzte Deutschlands – serie TV, episodio 3x14 (2000)
- Die Motorrad-Cops - Hart am Limit – serie TV, 23 episodi (2000-2001)
- Der Pfundskerl – serie TV, episodio 3x01 (2002)
- Il commissario Rex (Kommissar Rex) – serie TV, episodio 8x03 (2002)
- Squadra Speciale Cobra 11 (Alarm für Cobra 11 - Die Autobahnpolizei) – serie TV, episodio 6x13 (2003)
- Für alle Fälle Stefanie – serie TV, 19 episodi (2003)
- Der Bergpfarrer, regia di Ulrich König (2004)
- Il nostro amico Charly (Unser Charly) – serie TV, episodio 10x01 (2004)
- Die Rosenheim-Cops – serie TV, episodio 5x09 (2005)
- Der Bergpfarrer 2 - Heimweh nach Hohenau, regia di Andi Niessner (2005)
- Un ciclone in convento (Um Himmels Willen) – serie TV, episodi 5x07-5x08-5x09 (2006)
- Wer entführt meine Frau?, regia di Marco Serafini (2006)
- Inga Lindström – serie TV, episodio 4x02 (2006)
- SOKO 5113 – serie TV, episodi 25x06-31x05 (2004-2007)
- La strada per la felicità (Wege zum Glück) – serial TV, 388 puntate (2006-2008)
- Il medico di campagna (Der Landarzt) – serie TV, episodio 18x06 (2009)
- In aller Freundschaft – serie TV, episodio 13x04 (2010)
- Rosamunde Pilcher – serie TV, episodi 1x50-1x74-1x83 (2004-in corso)
- Lena - Amore della mia vita (Lena - Liebe meines Lebens) – serial TV, 50 puntate (2011)
- Soko 5113 (SOKO München) – serie TV, episodio 44x18 (2019)
- Tempesta d'amore (Sturm der Liebe) – serial TV, 9 puntate (2019)